# مقهى جغالة زادة
مقهى جغالة زادة وهو من أقدم مقاهي بغداد يعود إلى جغالة زاده (سنان باشا) والي بغداد مابين (1586-1590م)، الذي بنى خاناً في الجانب االشرقي من بغداد عام 1590م، وكان من أشهر خانات بغداد وهو خان جغالة، وجغالة تحريف لاسم أسرته الإيطالية (Zicala:زيكاله).ويعرف باسم خان جغان الذي تحوَّل إلى مقهى، حيث كلف الوالي جغالة زاده المعمار (برويز اغا) بأن يبني له مقهى في أحد محال بغداد،وهو أول مقهى كان موجوداً في بغداد عام 1590م، كما ذكر ذلك مرتضى نظمي زاده في كتابه كلشن خلفا، وعرف باسم خان جغان وموضع مكانه خان الكمرك الحالي المتصل خلفه بالمدرسة المستنصرية وبابه على الطريق المؤدية إلى سوق الخفافين. وجاء في مجلة سومر: ان مقهى جغالة أول مقهى بُني في العراق وكان مجمعاً للأدباء والشعراء بناه جغالة زاده سنة (999ه‍/ 1590م)، ويقع بالقرب من المدرسة المستنصرية بمحلة الحضائر التي تضم المدرسة المستنصرية والمدرسة النظامية في أطراف الخان الشهير بخان جغالة زادة، الذي بناه جغالة زادة خلال فترة حكمه للعراق، وجاء في وثيقة تاريخية مؤرخة سنة (1084ه‍/ 1673م) تشير إلى ان المقهى باعته الحكومة في تلك السنة لإسماعيل باشا بمبلغ قدره (125) قرشاً، وان بكر أغا كتخذا قبلان باشا أغتصب هذا المقهى بعد وفاة إسماعيل، إلا ان فتوى صدرت بإعادة المقهى إلى أيتام إسماعيل باشا. والمقهى لا أثر له اليوم. حيث يقوم في موضعه خان الكمرك سابقاً، وقد ذكر الخان الرحالة جونسن في رحلته إلى العراق بقوله: وخلف المستنصرية مقهى وهو اليوم مخازن الكمرك، يقع على دجلة وبابه يقابل القادم من سوق الخفافين الواقع في جنوب هذا الخان. ويبدوا ان جغالة أراد مجاراة الوزراء في إسطنبول بالإنتفاع من بدلات إيجار المقاهي. فعمر هذا المقهى.